# Alliance nationale pour la sauvegarde de l'identité peule et la restauration de la justice
L'Alliance nationale pour la sauvegarde de l'identité peule et la restauration de la justice (ANSIPRJ) est un mouvement politique et militaire formé le 21 juin 2016 pendant la guerre du Mali.

## Fondation
L'ANSIPRJ est fondé le 21 juin 2016, dans un contexte de violences intercommunautaires dans le centre du Mali. En 2012, de nombreux Peuls avaient rejoint le MUJAO, moins par adhésion au djihadisme que pour lutter contre l'hégémonie des indépendantistes touaregs du MNLA. En 2015, un groupe djihadiste à dominante peule appelé le Front de libération du Macina, en réalité une katiba d'Ansar Dine, apparaît dans la région de Mopti. Depuis, les Peuls font l'objet d'accusations de liens avec les djihadistes. En 2016, l'association Dental Pulaku (« L'Union des Peuls ») dénonce des amalgames et accuse l'armée malienne d'avoir tué environ 15 civils peuls pendant le mois d'avril 2016,,. Début mai, des miliciens bambaras mènent des attaques contre les Peuls dans le Cercle de Ténenkou qui font au moins 30 morts,,,,,.

## Idéologie et objectifs
L'ANSIPRJ annonce que son objectif est la protection des populations peules. Le groupe affirme être opposé au djihadisme et à l'indépendantisme, mais il déclare que le « premier ennemi sur le terrain est l’armée malienne ». Le chef de file du mouvement déclare : « Partout où nous croiserons des soldats maliens, nous les attaquerons »,,,,. Le groupe accuse alors l'armée malienne « et ses chasseurs de primes » d'être responsables de la mort de 388 membres de leur communauté. 
Selon le chercheur en anthropologie Boukary Sangaré, de nombreux pasteurs nomades peuls de la région prennent les armes et rallient des groupes armés, y compris djihadistes, pour « s'affranchir du joug des chefs traditionnels ou des élites, ne plus payer des taxes qui leur semblent injustes, et se protéger simplement contre divers groupes ou contre des actes de banditisme ».

## Organisation et effectifs
L'ANSIPRJ est présidée par un Malien de 27 ans, Oumar al-Janah, ou Oumar Aldiana,,,, fils d'un Touareg et d'une Peule et ancien membre du MNLA,,. Il affirme que le groupe compte 700 hommes à sa fondation, et revendique ensuite 2 300 combattants en novembre 2016, mais ce nombre est très probablement exagéré. Le secrétaire général adjoint du mouvement est Sidy Bakaye Cissé,.
Le mouvement est actif dans la région de Tombouctou, la région de Gao et la région de Ségou.
À sa création, l'ANSIPRJ  se retire de l'association Dental Pulaku.
Le groupe affirme disposer du soutien d'hommes politiques maliens et de membres de la diaspora peule,.

## Actions
Le 19 juillet 2016, l'ANSIRPJ annonce avoir mené l'attaque de Nampala contre l'armée malienne. Cependant l'offensive est également revendiquée par Ansar Dine. L'ANSIPSJ revendique encore le 9 septembre 2016 une embuscade contre des soldats maliens près Boni, où trois gardes nationaux sont tués et deux blessés.

## Dissolution
Au bout de quelques mois, les deux leaders de l'ANSIPRJ se déchirent. En septembre, Sidy Bakaye Cissé quitte l'alliance et rejoint le Mouvement pour la défense de la patrie (MDP), membre de la Plateforme. Le 19 ou 20 novembre 2016, Oumar al-Janah annonce finalement que son mouvement dépose les armes et s'inscrit dans le processus de paix. Il annonce également un rapprochement avec le MSA, la CPA et le CJA, proches de la CMA,. En octobre 2017, Oumar al-Janah déclare avoir décidé de cesser le combat en raison des pressions des djihadistes peuls, qui selon lui « refusent qu’il y ait une autre force peule sur le terrain, une force qui ne soit pas djihadiste ». Il affirme alors ne pas avoir les moyens et la volonté de combattre les Peuls djihadistes et annonce que l'ANSIPRJ rallie le MNLA.